# Olivia Fotopoulou
Olivia Fotopoulou (griechisch Ολίβια Φωτοπούλου; * 20. Dezember 1996 in Nikosia) ist eine zyprische Leichtathletin, die sich auf den Sprint spezialisiert hat.

## Sportliche Laufbahn
Erste internationale Erfahrungen sammelte Olivia Fotopoulou im Jahr 2013, als sie bei den Junioreneuropameisterschaften in Rieti mit der zyprischen 4-mal-100-Meter-Staffel mit 47,20 s im Vorlauf ausschied. Im Jahr darauf schied sie bei den Juniorenweltmeisterschaften in Eugene im 100-Meter-Lauf mit 11,92 s in der ersten Runde aus und wurde mit der Staffel im Vorlauf disqualifiziert. 2015 erreichte sie bei den Junioreneuropameisterschaften in Eskilstuna das Halbfinale über 100 Meter und schied dort mit 11,91 s aus, während sie mit der Staffel nach 45,98 s auf dem fünften Platz landete. 2016 startete sie mit der Staffel bei den Europameisterschaften in Amsterdam und schied dort trotz eines neuen Landesrekordes von 43,87 s in der Vorrunde aus. Im Jahr darauf erreichte sie bei den U23-Europameisterschaften im polnischen Bydgoszcz das Halbfinale über 100 Meter und schied dort mit 11,68 s aus, während sie im 200-Meter-Lauf mit 24,50 s in der Vorrunde scheiterte. 2018 belegte sie bei den Mittelmeerspielen in Tarragona in 11,59 s den vierten Platz und auch mit der Staffel landete sie nach 44,72 s auf Rang vier. Anschließend gewann sie bei den Balkan-Meisterschaften in Stara Sagora in 11,55 s die Bronzemedaille über 100 Meter und sicherte sich im 200-Meter-Lauf in 23,57 s die Silbermedaille. Daraufhin wurde sie bei den Europameisterschaften in Berlin im Vorlauf über 100 Meter disqualifiziert.
2019 wurde sie bei den Balkan-Hallenmeisterschaften in Istanbul im in 7,50 s Achte im 60-Meter-Lauf und anschließend nahm sie an der Sommer-Universiade in Neapel teil und erreichte dort über 100 und 200 Meter jeweils das Halbfinale, in dem sie mit 11,59 s und 23,69 s ausschied. Anschließend belegte sie bei den Balkan-Meisterschaften im bulgarischen Prawez in 11,58 s den vierten Platz über 100 Meter und wurde im 200-Meter-Lauf in 23,67 s Fünfte. Im Jahr darauf wurde sie bei den Balkan-Hallenmeisterschaften in Istanbul im Finale über 60 Meter disqualifiziert und 2021 schied sie bei den Halleneuropameisterschaften in Toruń mit 7,43 s in der Vorrunde aus. Ende Juni gewann sie bei den Balkan-Meisterschaften in Smederevo in 23,50 s die Bronzemedaille über 200 Meter und wurde im Vorlauf über 100 Meter disqualifiziert. Im Jahr darauf siegte sie in 7,35 s über 60 Meter bei den Balkan-Hallenmeisterschaften in Istanbul und schied kurz darauf bei den Hallenweltmeisterschaften in Belgrad mit 7,45 s in der ersten Runde aus. Im Juni gewann sie bei den Balkan-Meisterschaften in Oran in 23,62 s die Silbermedaille über 200 Meter hinter der Griechin Rafailia Spanoudaki-Chatziriga und anschließend sicherte sie sich bei den Mittelmeerspielen in Oran mit 23,01 s die Silbermedaille hinter der Ägypterin Bassant Hemida und sicherte sich über 100 Meter in 11,42 s die Bronzemedaille hinter Hemida und Lorène Bazolo aus Portugal. Zudem gewann sie mit der Staffel in 45,10 s die Bronzemedaille hinter den Teams aus Italien und Frankreich. Über 200 Meter startete sie im Juli bei den Weltmeisterschaften in Eugene und schied dort mit 23,25 s in der ersten Runde aus. Anschließend schied sie bei den Europameisterschaften in München mit 23,33 s im Semifinale über 200 Meter aus und kam über 100 Meter mit 11,62 s nicht über den Vorlauf hinaus.
2023 schied sie bei den Halleneuropameisterschaften in Istanbul mit 7,36 s im Halbfinale über 60 Meter aus. Im Juni wurde sie bei der 2. Liga der Team-Europameisterschaft im Zuge der Europaspiele in Chorzów in 11,34 s Zweite über 100 Meter und wurde in 22,71 s Erste über 200 Meter und sicherte sich damit ligenübergreifend die Silbermedaille hinter der Niederländerin Lieke Klaver. Zudem wurde sie mit der Staffel in 44,63 s Erste im B-Lauf. Im Juli siegte sie in 22,68 s über 200 Meter bei den Balkan-Meisterschaften in Kraljevo und sicherte sich dort in 11,51 s auch die Silbermedaille hinter der Serbon Ivana Ilić. Im August schied sie dann bei den Weltmeisterschaften in Budapest mit 11,38 s in der ersten Runde über 100 Meter aus und über 200 Meter erreichte sie das Halbfinale, in dem sie mit 22,73 s ausschied. Im Jahr darauf siegte sie in 23,60 s über 200 Meter bei den Balkan-Meisterschaften in Izmir und sicherte sich über 200 Meter in 11,39 s die Silbermedaille hinter der Griechin Polyniki Emmanouilidou. Kurz darauf schied sie bei den Europameisterschaften in Rom mit 11,40 s im Halbfinale über 100 Meter aus, wie auch über 200 Meter mit 22,92 s. Im August schied sie bei den Olympischen Sommerspielen in Paris mit 11,50 s im Vorlauf über 100 Meter aus und schied über 200 Meter mit 22,98 s im Halbfinale aus. 2025 kam sie bei den Halleneuropameisterschaften in Apeldoorn mit 7,36 s nicht über die Vorrunde über 60 Meter hinaus. Im Mai siegte sie bei den Spielen der kleinen Staaten von Europa (GSSE) in Andorra la Vella in 11,61 s und 23,37 s über 100 und 200 Meter sowie in 45,82 s auch in der 4-mal-100-Meter-Staffel. Anschließend wurde sie bei der 2. Liga der Team-Europameisterschaft in Maribor in 22,90 s Zweite über 200 Meter hinter der Belgierin Imke Vervaet und kam auch über 100 Meter und im Staffelbewerb zum Einsatz. Im Juli gewann sie bei den Balkan-Meisterschaften in Volos in 23,06 s die Silbermedaille über 200 Meter hinter der Griechin Polyniki Emmanouilidou. 
In den Jahren von 2017 bis 2019 sowie von 2021 bis 2025 wurde Fotopoulou zyprische Meisterin im 100-Meter-Lauf sowie von 2021 bis 2025 auch über 200 Meter und 2025 in der 4-mal-100-Meter-Staffel. Ihre Zwillingsschwester Filippa Fotopoulou ist als Weitspringerin aktiv.

## Persönliche Bestleistungen
- 100 Meter: 11,25 s (+1,6 m/s), 8. Juli 2023 in Nikosia (zyprischer Rekord)
  - 60 Meter (Halle): 7,26 s, 22. Februar 2023 in Madrid (zyprischer Rekord)
- 200 Meter: 22,65 s (−0,7 m/s), 23. August 2023 in Madrid
  - 200 Meter (Halle): 23,23 s, 18. Februar 2024 in Piräus (zyprischer Rekord)